# Шкала Гамильтона для оценки депрессии
Шкала Гамильтона для оценки депрессии (англ. Hamilton Rating Scale for Depression); HDRS, также Шкала депрессии Гамильтона — клиническое пособие, разработанное в 1960 году Максом Гамильтоном (университет Лидса, Великобритания), для количественной оценки состояния пациентов с депрессивными расстройствами до, во время и после лечения (наблюдения клинической динамики). Помимо широкого использования в клинической практике, данная шкала также используется в клинических испытаниях, в которых она является стандартом для определения эффективности медикаментозных средств в лечении депрессивных расстройств. Заполняется клиницистом, имеющим опыт в оценке психического здоровья.

## Методика применения
Состоящая из 21 пункта шкала Гамильтона для оценки депрессии (HDRS) заполняется при проведении клинического интервью (занимающего примерно 20—25 минут). При заполнении шкалы Гамильтона может применяться специально разработанное для этой шкалы структурированное клиническое интервью. Пункты шкалы должны отражать состояние пациента в течение последних нескольких дней или предыдущей недели. Посредством повторного и последовательного использования шкалы клиницист может документировать результаты проводимого лечения (медикаментозного или психотерапевтического).

## Подсчёт баллов и оценка результатов
Суммарный балл определяется по первым 17 пунктам (9 из которых оцениваются по баллам от 0 до 4, а 8 — от 0 до 2). Четыре последних пункта шкалы Гамильтона (с 18-го по 21-й) используются для оценки дополнительных симптомов депрессии и определения подтипов депрессивного расстройства. Баллы по данным 4 пунктам не используются при определении степени выраженности депрессии, и эти баллы не учитываются при подсчете суммарного балла шкалы Гамильтона, который определяет тяжесть депрессивного расстройства.

## Оценка суммарного балла
Суммарный балл первых 17 пунктов:
- 0—7 — норма
- 8—13 — лёгкое депрессивное расстройство
- 14—18 — депрессивное расстройство средней степени тяжести
- 19—22 — депрессивное расстройство тяжелой степени
- более 23 — депрессивное расстройство крайне тяжёлой степени

## Тест
1. Пониженное настроение
(переживания печали, безнадежности, собственной беспомощности и малоценности)
| 4 | Больной выражает только эти чувства как в спонтанных высказываниях, так и невербально.                                                                  |
| 3 | Аффективные переживания определяются по невербальным признакам (мимика, поза, невербальные характеристики голоса, плач или готовность к плачу и т. д.). |
| 2 | Спонтанно сообщает о своих переживаниях вербальным образом (рассказывает о них).                                                                        |
| 1 | Сообщает о своих переживаниях только при расспросе. |
| 0 | Отсутствует. |

2. Чувство вины
| 4 | Вербальные галлюцинации обвиняющего и осуждающего характера и/или зрительные галлюцинации угрожающего характера.                |
| 3 | Настоящее болезненное состояние расценивает как наказание; бредовые идеи виновности.                                            |
| 2 | Чувство и идеи собственной вины или мучительные размышления о прошлых ошибках (грехах), мысли о наказании за эти поступки.      |
| 1 | Идеи самоуничижения, самоупрёки; считает, что подвел других; испытывает ощущение, что является причиной страдания других людей. |
| 0 | Отсутствует. |

3. Суицидальные тенденции
| 4 | Суицидальная попытка (любая серьезная суицидальная попытка оценивается в 4 балла).           |
| 3 | Суицидальные высказывания (мысли) или жесты.                                                 |
| 2 | Желание смерти или какие-либо мысли о возможности собственной смерти (идеи о нежелании жить) |
| 1 | Чувство, что жить не стоит; высказывает мысли о бессмысленности или малоценности жизни.      |
| 0 | Отсутствуют                                                                                  |

4. Ранняя бессонница (трудности при засыпании)
| 2 | Ежедневные жалобы на трудности при засыпании.                                              |
| 1 | Жалобы на эпизодические затруднения при засыпании; чтобы уснуть, требуется более получаса. |
| 0 | Отсутствует.                                                                               |

5. Средняя бессонница
| 2 | Многократные пробуждения в течение всей ночи (любой подъем с постели ночью, за исключением посещения туалета, оценивается в 2 балла). |
| 1 | Жалуется на беспокойный сон (возбуждение и беспокойство) в течение всей ночи.                                                         |
| 0 | Отсутствует. |

6. Поздняя бессонница (ранние пробуждения)
| 2 | При пробуждении заснуть повторно не удается (окончательное раннее пробуждение). |
| 1 | Просыпается рано, но снова засыпает.                                            |
| 0 | Отсутствует.                                                                    |

7. Работоспособность и активность (работа и деятельность)
| 4 | Отказ от работы. Неработоспособен по причине настоящего заболевания. В период пребывания в стационаре пункт оценивается в 4 балла, если больной никакой активности, кроме обычных действий по обслуживанию самого себя, не обнаруживает или испытывает трудности даже в этом (не справляется с рутинной бытовой деятельностью без посторонней помощи).                                      |
| 3 | Существенное понижение активности и продуктивности. Уменьшение реального времени проявления активности или снижение продуктивности. В стационаре пункт оценивается в 3 балла, если больной занят какой-либо деятельностью (помощью медицинскому персоналу, хобби и др.), кроме обычных действий по обслуживанию самого себя, не менее 3 часов в день.                                       |
| 2 | Утрата интереса к деятельности. Потеря интереса к профессиональной деятельности, работе и развлечениям, определяемая прямо по жалобам больного или косвенно по степени проявляемого им безразличия к окружающему, нерешительности и колебаниям (ощущение, что он должен заставлять себя работать или заниматься чем либо; чувство потребности в дополнительном усилии проявить активность). |
| 1 | Мысли и ощущение несостоятельности, чувство усталости и слабости, связанное с деятельностью (работой или хобби). |
| 0 | Трудностей не испытывает |

8. Заторможенность
(замедленность мышления и речи, нарушение способности концентрировать внимание, снижение двигательной активности)
| 4 | Полный ступор                                     |
| 3 | Выраженные затруднения при проведении опроса      |
| 2 | Заметная (явная) заторможенность в беседе.        |
| 1 | Лёгкая (незначительная) заторможенность в беседе. |
| 0 | Темп мышления и речи без изменений                |

9. Ажитация (возбуждение)
| 4 | Постоянно перебирает руками, заламывает руки, кусает ногти, губы, рвёт волосы. |
| 3 | Подвижность и неусидчивость                                                    |
| 2 | Беспокойные движения руками, теребление волос («игра руками, волосами») и пр.  |
| 1 | Беспокойство.                                                                  |
| 0 | Отсутствует.                                                                   |

10. Тревога психическая
| 4 | Спонтанно излагает свои тревожные опасения. Страх, выражаемый без расспроса. |
| 3 | Тревога, отражающаяся в выражении лица и речи.                               |
| 2 | Беспокойство по незначительным поводам.                                      |
| 1 | Субъективное напряжение и раздражительность.                                 |
| 0 | Отсутствует.                                                                 |

11. Тревога соматическая
(физиологические признаки тревоги: гастроинтестинальные — сухость во рту, боли в желудке, метеоризм, диарея, диспепсия, спазмы, отрыжка; сердечно-сосудистые — сердцебиение, головные боли; дыхательные — гипервентиляция, задержки дыхания, одышка; частое мочеиспускание, повышенное потоотделение)
| 4 | Очень тяжёлая, вплоть до функциональной недостаточности (крайне сильная). |
| 3 | Тяжёлая (сильная)                                                         |
| 2 | Средняя                                                                   |
| 1 | Слабая                                                                    |
| 0 | Отсутствует                                                               |

12. Желудочно-кишечные соматические нарушения (симптомы)
| 2 | Приём пищи только с упорным принуждением. Нуждается в назначении слабительных и других лекарственных средств, способствующих нормальному пищеварению. |
| 1 | Утрата аппетита. Жалуется на отсутствие аппетита, но ест самостоятельно без принуждения; испытывает ощущение тяжести в желудке (животе).              |
| 0 | Отсутствуют. |

13. Общесоматические симптомы
| 2 | Отчетливая выраженность какого-либо соматического симптома оценивается в 2 балла.                                                    |
| 1 | Ощущение тяжести в конечностях или спине; боли в спине или голове; мышечные боли. Ощущение усталости, упадка сил или утраты энергии. |
| 0 | Отсутствуют. |

14. Расстройства сексуальной сферы (генитальные симптомы)
(утрата либидо, менструальные нарушения)
| 2 | Отчетливая выраженность снижения полового влечения (менструальных нарушений) |
| 1 | Лёгкая степень снижения полового влечения. Слабая выраженность нарушений.    |
| 0 | Отсутствуют                                                                  |

15. Ипохондрические расстройства (ипохондрия)
| 4 | Бредовые ипохондрические идеи (ипохондрический бред).                             |
| 3 | Частые жалобы, просьбы о помощи.                                                  |
| 2 | Особая (чрезмерная) озабоченность своим здоровьем.                                |
| 1 | Повышенный интерес к собственному телу (поглощенность собой — собственным телом). |
| 0 | Отсутствуют.                                                                      |

16. Потеря веса
(оценивается либо пункт А, либо Б)
| 16 А. Оценка производится по анамнестическим данным                            |                                                                                                 |
| 3                                                                              | Значительная потеря в весе, которая не поддается оценке.                                        |
| 2                                                                              | Явная (со слов пациента) потеря в весе. Потеря составила 3 или более кг.                        |
| 1                                                                              | Вероятная потеря в весе в связи с настоящим заболеванием. Потеря веса составила от 1 до 2,5 кг. |
| 0                                                                              | Потери веса не наблюдалось.                                                                     |
| 16 Б. Оценка производится еженедельно в соответствии с показаниями взвешиваний |                                                                                                 |
| 3                                                                              | Не поддается оценке.                                                                            |
| 2                                                                              | Потеря веса составляет более 1 кг в неделю.                                                     |
| 1                                                                              | Потеря веса составляет более 0,5 кг в неделю.                                                   |
| 0                                                                              | Потеря веса составляет менее 0,5 кг в неделю.                                                   |

17. Отношение к своему заболеванию (критичность отношения к болезни)
| 2 | Полное отсутствие осознания болезни. Больным себя не считает. |
| 1 | Осознание болезненности состояния; признает, что болен, но связывает причины заболевания с пищей, климатам, перегрузками на работе, вирусной инфекцией, потребностью в отдыхе и т. д. |
| 0 | Считает себя больным депрессией. Осознание, что болен депрессией или каким-либо заболеванием.                                                                                         |

18. Суточные колебания состояния
| 18 А. Уточните, когда наблюдаются ухудшение состояния — утром или вечером   |                                                         |
| 2                                                                           | Ухудшение вечером.                                      |
| 1                                                                           | Ухудшение утром.                                        |
| 0                                                                           | Состояние не меняется (отсутствие суточных колебаний)   |
| 18 Б. Если суточные колебания состояния имеются, то оцените их выраженность |                                                         |
| 2                                                                           | Выраженные.                                             |
| 1                                                                           | Слабые.                                                 |
| 0                                                                           | Состояние не меняется (суточные колебания отсутствуют). |

19. Деперсонализация и дереализация
(например, чувство нереальности мира, нигилистические идеи)
| 4 | Полностью охватывают сознание больного (непереносимая). |
| 3 | Сильно выражены.                                        |
| 2 | Умеренно выражены.                                      |
| 1 | Слабо выражены.                                         |
| 0 | Отсутствуют.                                            |

20. Бредовые расстройства (параноидные симптомы)
| 3 | Бредовые идеи отношения и преследования. |
| 2 | Идеи отношения.                          |
| 1 | Подозрительность.                        |
| 0 | Отсутствуют.                             |

21. Обсессивные и компульсивные расстройства
| 2 | Сильно выражены (тяжелые). |
| 1 | Слабо выражены (легкие).   |
| 0 | Отсутствуют.               |

## Исследования действия антидепрессантов
Шкала Гамильтона — наиболее распространённый инструмент для оценки эффективности антидепрессантов в клинических испытаниях. Согласно критериям National Institute for Clinical Excellence (NICE), эффект антидепрессанта по сравнению с плацебо является клинически значимым, если разница между эффектом антидепрессанта и плацебо составляет по шкале Гамильтона лишь 3 пункта или более.